# Se compran colchones
«Se compran colchones» es un anuncio sonoro que por asiduidad ha pasado a la cultura popular de la Ciudad de México. Fue originalmente grabado en un casete en 2005, y la voz es de una joven llamada María del Mar Terrón a petición de su padre, Marco Antonio, quien es fierroviejero. Actualmente se ha extendido a casi todos los fierroviejeros de la urbe, también en otros estados mexicanos, y María es apodada popularmente como Niña de fierro, o del fierro viejo. La grabación fue registrada, pero sus autores no se benefician económicamente de ella. Se usa por la mayoría de los coches de recogida de fierro viejo. El señor Terrón declaró satisfecho que «utilizar esa grabación se siente bien porque de alguna manera estás poniendo un granito para que esa gente siga trabajando».
También ha sido remezclada para crear canciones, tonos de llamada telefónica e incluso se ha usado en series y películas ambientadas en la ciudad, como en Cindy la Regia, Chingolandia o Emilia Pérez. Para el 8 de marzo de 2021, el colectivo feminista Fieras Fierras publicó un remix en el que reescribieron la letra de Se compran colchones por «Se buscan, personas, aliadas, guerreras, (...) en contra del fierro viejo que abunda».

## Letra
Se compran,

colchones,

tambores,

refrigeradores,

estufas,

lavadoras,

microondas,

¿o algo de fierro viejo que vendan?